# Takin' It Up

Takin' it Up est un 45 tours du groupe Mano Negra, sorti en 1987 sur le label Boucherie Productions. 
Il s'agit du premier vinyle du groupe. Il contient le morceau Takin' it Up (repris sur l'album Patchanka), ainsi que The Rebel Spell (repris sur Puta's fever) et La Zarzamora, une reprise d'une chanson espagnole.

## Liste des pistes

### Face A
1. Takin' it Up

### Face B
2. The Rebel Spell
3. La Zarzamora